# Zdeněk Matějček
Zdeněk Matějček  (ur. 16 sierpnia 1922 w Chlumcu nad Cidlinou, zm. 26 października 2004 w Pradze) – czeski psycholog; nestor czeskiej psychologii dziecięcej.

## Życiorys
Studiował filozofię i język czeski na Wydziale Filozoficznym Uniwersytetu Karola w Pradze (1945–1949), potem, tamże, dzieje literatur współczesnych (1951).
Pracował jako psycholog w praskich placówkach – Měřičkův ústav pro delikventní mládež (1950–1951), Sociodiagnostický ústav (1951–1953), Dětská psychiatrická ambulance (1953–1969), oraz Institut pro další vzdělávání lékařů a farmaceutů (1969–1990; od 1977 docent).
W latach 1959–1977 nauczyciel–eksternista na katedrze psychologii fakultetu filozoficznego Uniwersytetu Karola w Pradze i w latach 1990–1991 prezydent Czechosłowackiego Komitetu UNICEF.
Zajmował się przede wszystkim psychologią rozwoju człowieka, defektami rozwoju człowieka, stosunkami w rodzinie i problematyką form opieki, wychowania i wsparcia w systemie pomocy społecznej (książki: Psychická deprivace v dětství, wspólnie z J. Langmeierem, 1968; Vývojové poruchy čtení, 1969; Rodiče a děti, 1986; Psychologie nemocných a zdravotně postižených, 1992; Dyslexie – specifické poruchy čtení, 1993; Po dobrém nebo po zlém?, 1994; Co, kdy a jak ve výchově dětí, 1999).
W 1996 został odznaczony Medalem Za zasługi II stopnia.